# 1976 (szám)
Az 1976 (római számmal: MCMLXXVI) az 1975 és 1977 között található természetes szám.

## A matematikában
A tízes számrendszerbeli 1976-os a kettes számrendszerben 11110111000, a nyolcas számrendszerben 3670, a tizenhatos számrendszerben 7B8 alakban írható fel.
Az 1976 páros szám, összetett szám. Kanonikus alakja 23 · 131 · 191, normálalakban az 1,976 · 103 szorzattal írható fel. Tizenhat osztója van a természetes számok halmazán, ezek növekvő sorrendben: 1, 2, 4, 8, 13, 19, 26, 38, 52, 76, 104, 152, 247, 494, 988 és 1976.
Nyolcszögszám.
Az 1976 két szám valódiosztóösszeg-függvényeként áll elő, ezek: 1624 és 3946.